# Qinzeitliche Große Mauer von Guyang

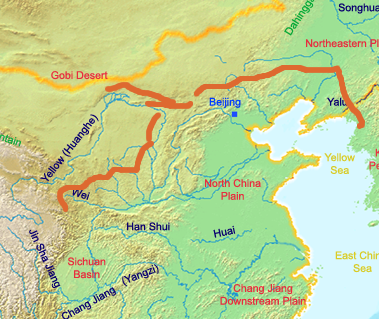
Große Mauer der Qin-Dynastie

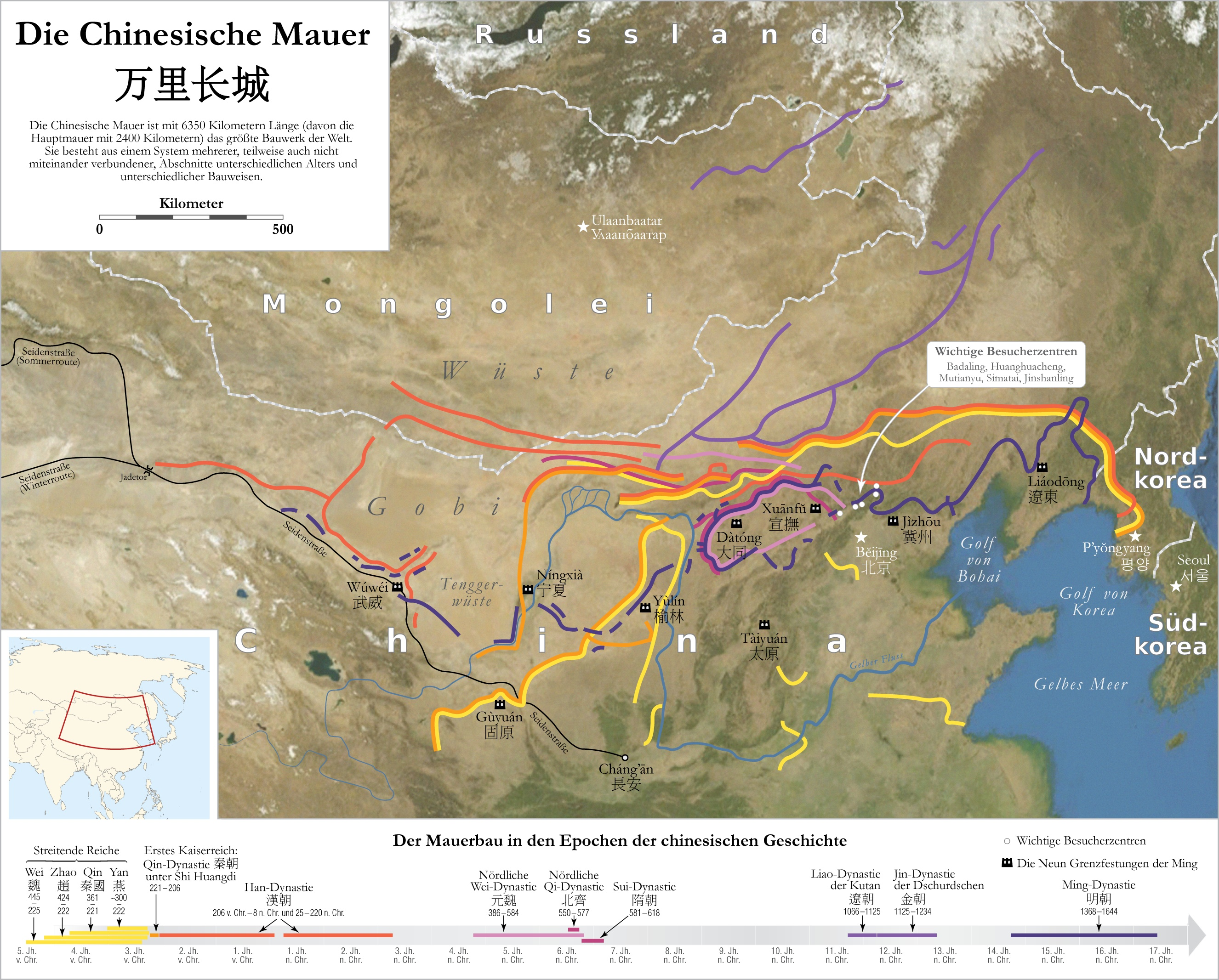
Gesamtverlauf der Chinesischen Mauer

Die Qinzeitliche Große Mauer von Guyang ist ein Abschnitt einer Chinesischen Mauer aus der Zeit der Qin-Dynastie im Kreis Guyang (固阳县) der Inneren Mongolei. Sie diente als Verteidigungsanlage gegen die Völker aus dem Norden.
Der Abschnitt von Guyang hatte eine Länge von 120 km, die steinerne Mauer eine Höhe von 2 Metern und eine Breite von 2,5 m, die höchsten Stellen 3,8 m. Er war mit einem System von Alarmfeuertürmen (fengsui) versehen.
Die Stätte der Großen Mauer aus der Zeit der Qin-Dynastie von Guyang (固阳秦长城遗址,  Guyang Qin changcheng yizhi) steht seit 1996 auf der Liste der Denkmäler der Volksrepublik China (4–34).